# Rebecca Zanettiová
Rebecca Zanettiová (* 1970 Idaho) je americká spisovatelka, autorka bestsellerů paranormálních, erotických a současných romantických knih a thrillerů New York Times, USA Today, Publishers Weekly či Amazonu.

## Život a dílo
Vyrostla na americkém severozápadě, pokoušela se psát již od dětství. Na Pepperdinské univerzité v Malibu získala bakalářský titul v žurnalistice a politologii. Na univerzitě působila také jako šéfredaktorka univerzitních novin The Graphic. Po škole pracovala jako kurátorka umění a asistentka amerického senátora Dirka Kempthrnea. Působila také jako stážistka prezidenta Ronalda Reagana v době, kdy už úřad nezastával. Později vystudovala právnickou fakultu na Univerzitě v Idahu. a získala titul doktorát práv. V roce 1999 byla přijata do Idaho State Bar Association a dva roky pracovala jako advokátka pro velké i malé firmy. V letech 2010-2013 vyučovala práva, v roce 2013 začala psát na plný úvazek.
Byla členkou Pi Phi Sorority, je členkou NINC Commitees a organizace International Thriller Writers. Je bývalou členkou Idaho State Bar Association, členkou správní rady Wisdomworks, CASA a Women's Center.
První kniha, kterou autorka vydala v roce 2011, byla upírská romance a jmenovala se Fated. Od té doby vyšlo téměř sedmdesát jejích knih různých žánrů od detektivek přes různé romance po thrillery. Do češtiny byla přeložena její kniha ze série Laurel Snowová You Can Run. Kniha vyšla v překladu Veroniky Láskové pod názvem Uteč, dokud můžeš.

## Česky vydané knihy
- Uteč, dokud můžeš, 2023 (You Can Run, 2022)[8]